# Relish (album)
| Recensione | Giudizio |
| ---------- | -------- |
| AllMusic   |          |

Relish è il primo album in studio della cantautrice statunitense Joan Osborne, pubblicato il 21 marzo 1995.

## Tracce
1. St. Teresa – 5:20
2. Man in the Long Black Coat – 4:49
3. Right Hand Man – 4:57
4. Pensacola – 4:32
5. Dracula Moon – 6:32
6. One of Us – 5:21
7. Ladder – 4:11
8. Spider Web – 5:34
9. Let's Just Get Naked – 5:08
10. Help Me – 5:14
11. Crazy Baby – 6:31
12. Lumina – 3:08